# Casasola (Ávila)
Casasola ist ein Ort und eine zentralspanische Gemeinde (municipio) mit 63 Einwohnern (Stand: 2024) in der Provinz Ávila in der Autonomen Region Kastilien-León. Neben dem namensgebenden Hauptort Casasola gehört die Ortschaft Duruelo zur Gemeinde.

## Lage
Casasola befindet sich in den nördlichen Ausläufern der Sierra de Gredos gut zehn Kilometer westnordwestlich von Ávila in einer Höhe von 1310 m. Das Klima im Winter ist kühl, im Sommer dagegen trotz der Höhenlage durchaus warm; der Regen (ca. 532 mm/Jahr) fällt – mit Ausnahme der nahezu regenlosen Sommermonate – verteilt übers ganze Jahr.

## Bevölkerungsentwicklung
| Jahr      | 1970 | 1981 | 1991 | 2001 | 2011 | 2021 |
| Einwohner | 452  | 308  | 196  | 151  | 89   | 71   |

## Sehenswürdigkeiten

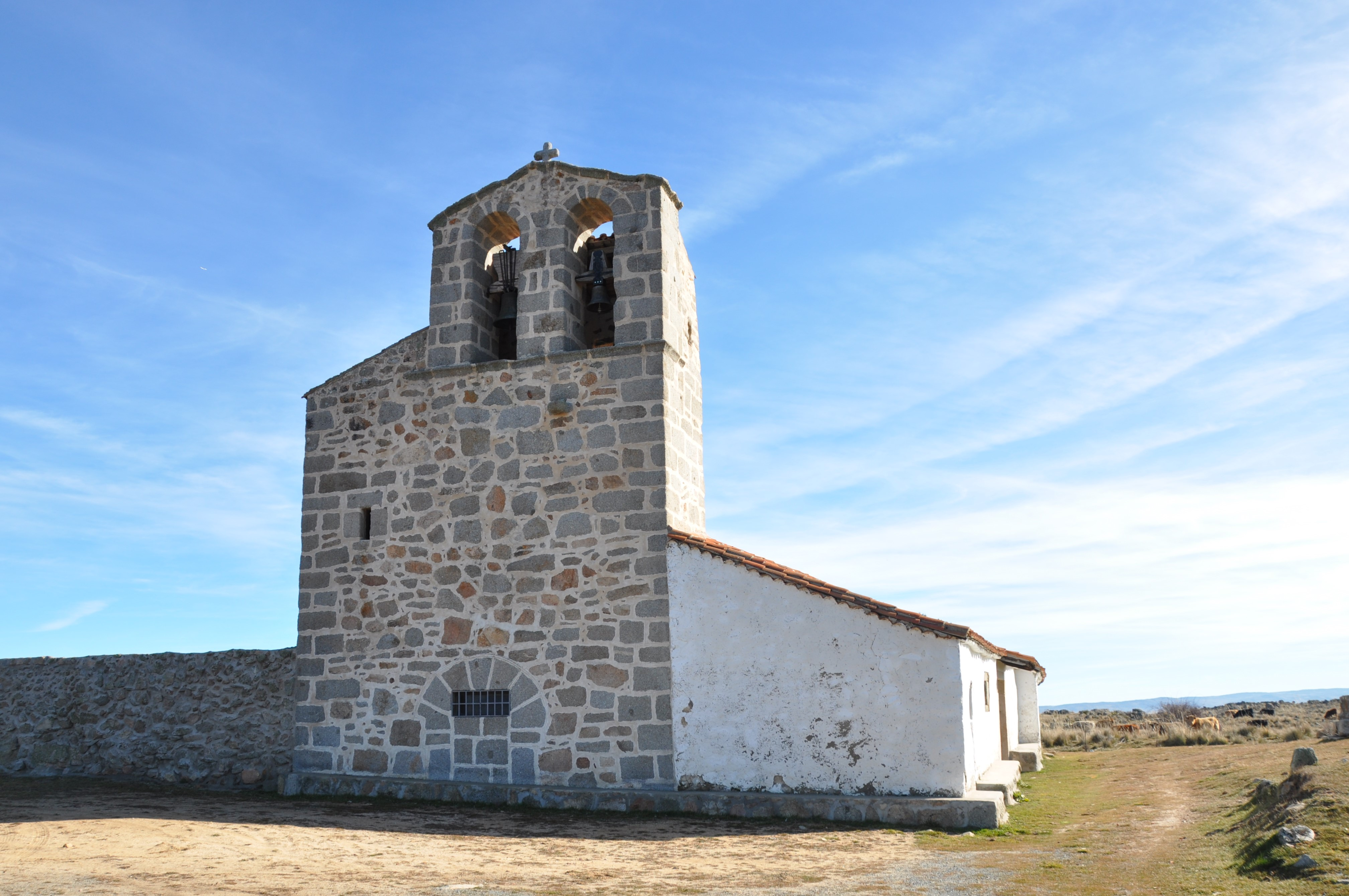
Kirche Mariä Himmelfahrt

- Kirche Mariä Himmelfahrt